# Free jazz
 (mars 2024).
Si vous disposez d'ouvrages ou d'articles de référence ou si vous connaissez des sites web de qualité traitant du thème abordé ici, merci de compléter l'article en donnant les références utiles à sa vérifiabilité et en les liant à la section « Notes et références ».
Genres dérivés
Avant-garde jazz, improvisation libre, rock expérimental
Genres associés
Jazzcore, free rock
Le free jazz (ou new thing) est une approche du jazz qui se développe tout d'abord dans les années 1950 et 1960. La musique créée par les pionniers du free jazz présente des caractéristiques très diverses. Le mouvement naît de l'insatisfaction des limites qu'établissaient le bebop, le hard bop ou le jazz modal, développés dans les années 1940 et 1950. Chacun à sa manière, les musiciens de free jazz ont tenté d'altérer, d'étendre ou de rompre les conventions du jazz, bien souvent en se défaussant des caractéristiques jusqu'ici immuables tels que l'allégeance au tempo et les changements d'accords préalablement fixés. Communément considéré comme expérimental et d'avant-garde, le free jazz peut également être vu comme une tentative de retour aux racines du jazz, notamment par la dimension religieuse et l'improvisation collective.
Le mouvement free jazz est généralement associé aux innovations qu'ont apportées Ornette Coleman et Cecil Taylor dans les années 1950, ainsi que la production tardive de John Coltrane. Sont également inclus dans les pionniers du free jazz Charles Mingus, Eric Dolphy, Albert Ayler, Archie Shepp, Joe Maneri et Sun Ra. De nombreux albums de free jazz des années 1960 notamment sont sortis sous les labels ESP-Disk et Futura Marge.

## Histoire

### Années 1940–1950

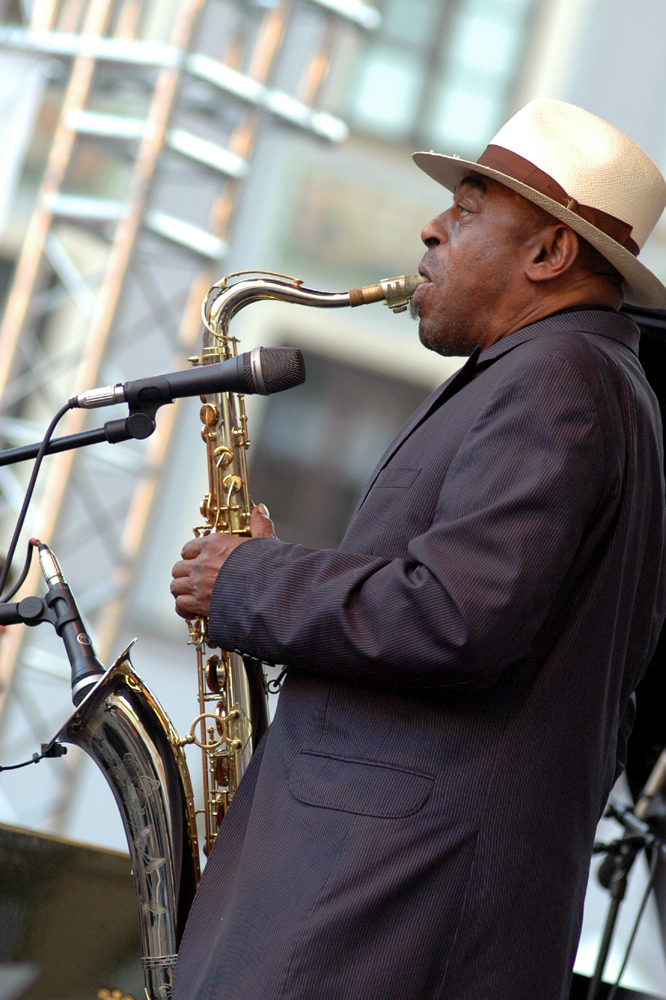
Archie shepp.

La première trace phonographique d'une forme d'improvisation libre est l'enregistrement de deux albums de Lennie Tristano pour Capitol en 1949, Intuition et Digression. Ces enregistrements n'auront toutefois pas d'influence directe sur le mouvement free jazz à proprement parler[réf. souhaitée]. La musique de Charles Mingus va aussi dans la direction du free, particulièrement avec ses albums Pithecanthropus Erectus (1956), The Clown, et Tijuana Moods (1957), dans lesquels il emploie une technique qui consistait à fredonner les thèmes à ses musiciens, et les laisser déformer la mélodie à leur guise.
Au milieu des années 1950, le saxophoniste Jackie McLean explore un concept qu'il appelle « The Big Room », où les règles strictes du bebop pouvaient être assouplies, ou abandonnées, selon la volonté du musicien.
La date de naissance du free est plutôt considérée comme étant les années 1959-1960, avec les albums d'Ornette Coleman Something Else! (1959), Tomorrow is the Question (1959), ainsi que les deux premiers albums de Cecil Taylor (Jazz Advance et Looking Ahead). Ces albums contiennent encore une structure semblable à celle du bebop et du hard bop. Le tournant décisif fut le déménagement d'Ornette Coleman à New York, et sa signature chez Atlantic Records, où il enregistra les albums The Shape of Jazz to Come et Change of the Century qui marquèrent une rupture importante avec ses travaux précédents. Il reste encore une trace de la structure thème-improvisation-thème, mais la grille a disparu, les harmonies ne sont plus reconnaissables, et les improvisations ne sont en conséquence plus limitées par la structure de la grille harmonique. Lorsqu'Ornette Coleman intitule un disque de 1960 Free Jazz: A Collective Improvisation, où un double quartet improvise simultanément, le nom du disque devient celui du mouvement.
Des personnalités musicales comme Eric Dolphy, à travers ses solos exubérants, John Coltrane, Chico Hamilton, ou Albert Ayler, qui développe un son de saxophone ténor écorché vif au vibrato extrêmement prononcé, contribuent aussi au développement du son du free jazz.
D'autres musiciens plus marginaux ont aussi participé au développement du free jazz. La musique de Sun Ra peut aussi être catégorisée en tant que free jazz, en particulier ses travaux des années 1960, motivés par une démarche ésotérique assez complexe, et en dépit du fait que Sun Ra a répété que sa musique était écrite. Le trio de Jimmy Giuffre, avec Paul Bley et Steve Swallow, qui reçut très peu d'attention durant la période où il fut en activité (1960-1962), mais qui est désormais reconnu comme l'une des formations les plus innovantes du free. Dans les années 1950, Joe Harriott commence à expérimenter ce qu'il appellera une musique abstraite ou free form. Il enregistre trois albums dans cette veine : Free Form (1960), Abstract (1962) et Movement (1963). Souvent comparé à Ornette Coleman, il a pourtant une conception différente du free jazz, avec des improvisations de groupe, un tempo et une pulsation fluctuants.

### Années 1960
L'apogée du free jazz est certainement les années 1960, mais des musiciens comme David S. Ware, Matthew Shipp, Peter Brötzmann, Charles Gayle et Joe Morris continuent de jouer ce que l'on appelle du free. Des musiciens comme James Blood Ulmer, Sonny Sharrock, Ronald Shannon Jackson ont développé des styles combinant des éléments du free jazz et du jazz fusion. Le free jazz voulait aussi être une libération culturelle profonde pour les noirs américains, en rompant radicalement avec les schémas de la musique occidentale (musique tonale et rythme en binaire ou en ternaire). De la même manière que le bebop était une réaction à la popularité du swing, le free émerge comme pour contrer l'intérêt grandissant des blancs envers le soul jazz et autres musiques des années 1950.
Cette idée peut se voir dans les approches des musiciens eux-mêmes, par exemple avec le disque d'Ornette Coleman, This is Our Music (1960). Le développement du bebop et du free jazz prennent des directions où la musique est plus intellectualisée, moins dansable, et moins commerciale. Des ensembles comme l'Art Ensemble of Chicago, la tête de pont de l’Association for the Advancement of Creative Musicians (AACM), et Sun Ra, font de l'identité noire une partie intégrante de leur personnalité en tant que musicien, de manière beaucoup plus visible que les générations précédentes. Il n'existait toutefois pas de ségrégation raciale entre musiciens. Le contrebassiste (blanc) Charlie Haden était membre du quartet d'Ornette Coleman dès ses débuts. L'Art Ensemble of Chicago a également donné une série de spectacles, et a même enregistré un disque (Comme à la radio), avec Brigitte Fontaine.
Plus qu'aucun autre courant du jazz, le free sera l'occasion de revendications sociales des musiciens noirs. En 1965, Archie Shepp disait: « Nous sommes tous convaincus que les formes de la musique de jazz doivent être développées afin de coïncider avec un contexte artistique, social, culturel et économique entièrement nouveau[réf. nécessaire]… » Max Roach le dit aussi clairement : « … C'est pourquoi la volonté d'utiliser nos efforts artistiques comme tremplins pour exprimer nos revendications humaines, sociales et politiques est très naturelle[réf. nécessaire]. » Cette revendication de leur identité passe en partie par un retour aux sources de la musique noire, à travers le blues, la prééminence de la percussion, l'introduction de la polyrythmie, l'utilisation d'instruments de manière « africanisante »…

### Succès et postérité
Après l'explosion du free jazz, certains musiciens européens tels que Fred Frith, Derek Bailey et Cornelius Cardew s'approprièrent la démarche du free consistant à mettre en avant l'improvisation tout en rejetant ce que cette improvisation pourrait comporter comme éléments de langage renvoyant à un style musical connu.
C'est un peu le parricide des musiciens européens envers les États-Unis, puisant leur inspiration dans des musiques plus « blanches » telles que le krautrock et la musique contemporaine. Cette musique, évoluant sous le simple nom de musique improvisée, prit une grande importance au sein de la recherche musicale contemporaine et musicologique.
Quand ce mouvement atteignit à son tour les États-Unis, la musique improvisée retrouva une partie de sa couleur jazz (et notamment free jazz) tout en conservant des éléments d'improvisation pure sans aucune codification. Des musiciens comme John Zorn, Tim Berne, Thomas Chapin, Zeena Parkins ou Ikue Mori relancèrent le mouvement « free » sans pour autant qu'il soit qualifié ainsi, plus connu désormais sous le nom d'avant-garde jazz ou musique avant-gardiste.